# Campionato mondiale militare di scherma 1982
Il Campionato mondiale militare di scherma del 1982 ("1982 World Military Fencing Championships") è stato organizzato dalla Federazione internazionale della scherma e si è svolto a Magglingen in Svizzera dal 20 al 25 settembre.
Nel fioretto, si sono aggiudicati i titoli di campione e campionessa mondiale militare l'italiano Carlo Montano, che ha battuto in finale il tedesco Matthias Gey, e la belga Arianna De Kezel che ha avuto la meglio sull'elvetica Dagmar Halbherr.
Nella spada l'elvetico Daniel Giger ha battuto in finale il francese Philippe Riboud, ottenendo il titolo mondiale militare maschile.
Nella sciabola il francese Philippe Delrieu prevale sul tedesco Rainer Noreisch.
Nel campionato mondiale militare a squadre maschili, la nazionale italiana ha prevalso nella finale del fioretto contro la Germania, mentre la nazionale svizzera ha vinto nella spada contro la formazione francese, ed infine la nazionale tedesca ha avuto la meglio sulla compagine francese nella sciabola.
Nel campionato mondiale militare a squadre femminili, la nazionale belga ha prevalso nella finale del fioretto contro la Svizzera.

## Podi

### Uomini
| Specialità  | Oro                                      | Argento                                    | Bronzo                                                 |
| Individuali |                                          |                                            |                                                        |
| Fioretto    | Carlo Montano                            | Matthias Gey                               | Thomas Theuerkauff                                     |
| Spada       | Daniel Giger                             | Philippe Riboud                            | Cosimo Ferro                                           |
| Sciabola    | Philippe Delrieu                         | Rainer Noreisch                            | Ulrich Eifler                                          |
| A squadre   |                                          |                                            |                                                        |
| Fioretto    | Italia Carlo Montano -                   | Germania Matthias Gey Thomas Theuerkauff - | Francia -                                              |
| Spada       | Svizzera Daniel Giger -                  | Francia Philippe Riboud -                  | Svezia Peter Barvestad Michael Persson Lars Scharpff - |
| Sciabola    | Germania Ulrich Eifler Rainer Noreisch - | Francia Philippe Delrieu -                 | Italia -                                               |

### Donne
| Specialità  | Oro                       | Argento                          | Bronzo |
| Individuali |                           |                                  |        |
| Fioretto    | Arianna De Kezel          | Dagmar Halbherr                  | Lüthi  |
| A squadre   |                           |                                  |        |
| Fioretto    | Belgio Arianna De Kezel - | Svizzera Dagmar Halbherr Lüthi - | -      |

## Medagliere
| Pos.   | Nazione  | Oro | Argento | Bronzo | Totale |
| ------ | -------- | --- | ------- | ------ | ------ |
| 1      | Svizzera | 2   | 2       | 1      | 5      |
| 2      | Italia   | 2   | 0       | 2      | 4      |
| 3      | Belgio   | 2   | 0       | 0      | 2      |
| 4      | Germania | 1   | 3       | 2      | 6      |
| 5      | Francia  | 1   | 3       | 1      | 5      |
| 6      | Svezia   | 0   | 0       | 1      | 1      |
| Totale | Totale   | 8   | 8       | 7      | 23     |